# Лозе (лунный кратер)
Кратер Лозе (лат. Lohse), не путать с кратером Лозе на Марсе, — крупный ударный кратер в области юго-восточного побережья Моря Изобилия на видимой стороне Луны. Название присвоено в честь немецкого астронома Вильгельма Освальда Лозе (1845—1915) и утверждено Международным астрономическим союзом в 1935 г. 

## Описание кратера

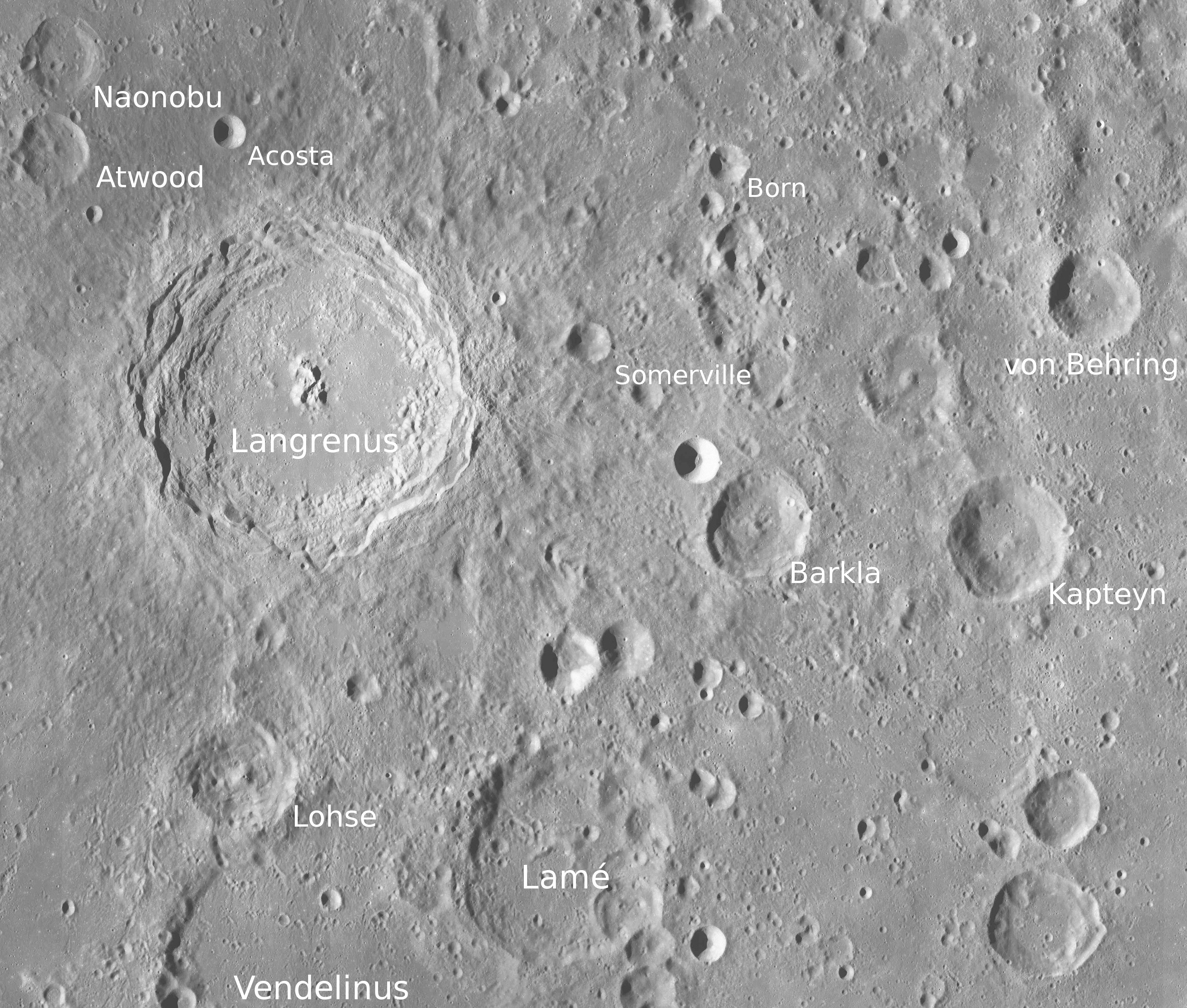
Окрестности кратера Лозе. Снимок зонда Lunar Reconnaissance Orbiter.

Ближайшими соседями кратера Лозе являются кратер Аль-Марракиши на северо-западе; кратер Лангрен на севере; кратер Ламе на востоке-юго-востоке и кратер Венделин на юге.
Селенографические координаты центра кратера 13°46′ ю. ш. 60°19′ в. д. / 13,76° ю. ш. 60,31° в. д., диаметр 43,3 км, глубина 2120 м.
Кратер Лозе примыкает к северной части кратера Венделин и имеет циркулярную форму. Вал значительно разрушен и сглажен. Объем кратера составляет приблизительно 1300 км³. Дно чаши пересеченное, имеется центральный пик несколько смещенный к востоку от центра чаши. Высота центрального пика составляет 1300 м.

## Сателлитные кратеры
Отсутствуют.

## См.также
- Список кратеров на Луне
- Лунный кратер
- Морфологический каталог кратеров Луны
- Планетная номенклатура
- Селенография
- Минералогия Луны
- Геология Луны
- Поздняя тяжёлая бомбардировка